# رندانگ
رِندانگ (اندونزیایی: Rendang) یک خوراکِ گوشتیِ پرادویه است که در اصل غذای قوم مینغکاباو در کشور اندونزی بود و اینک در تمامی نقاط این کشور طبخ و مصرف می‌شود. این غذا را در مراسم‌های مناسبتی (همچون عروسی و عید فطر) و همچنین برای میهمانان مهم خود سِرو می‌کنند.
رِندانگ در کشورهای مالزی، سنگاپور، برونئی و فیلیپین هم پخته می‌شود. یکی از نخستین اشاراتی که به این غذا وجود دارد، در کتاب مالایایی «حکایت‌های امیرحمزه» در اوایل قرن شانزدهم میلادی است.
در سال ۲۰۱۱ میلادی، ۳۵٬۰۰۰ خوانندهٔ وبگاه سی‌ان‌ان، این غذا را در یک نظرسنجی تحتِ عنوانِ «۵۰ غذای خوشمزه جهان»، به عنوان خوشمزه‌ترین غذای جهان برگزیدند.

## نگارخانه

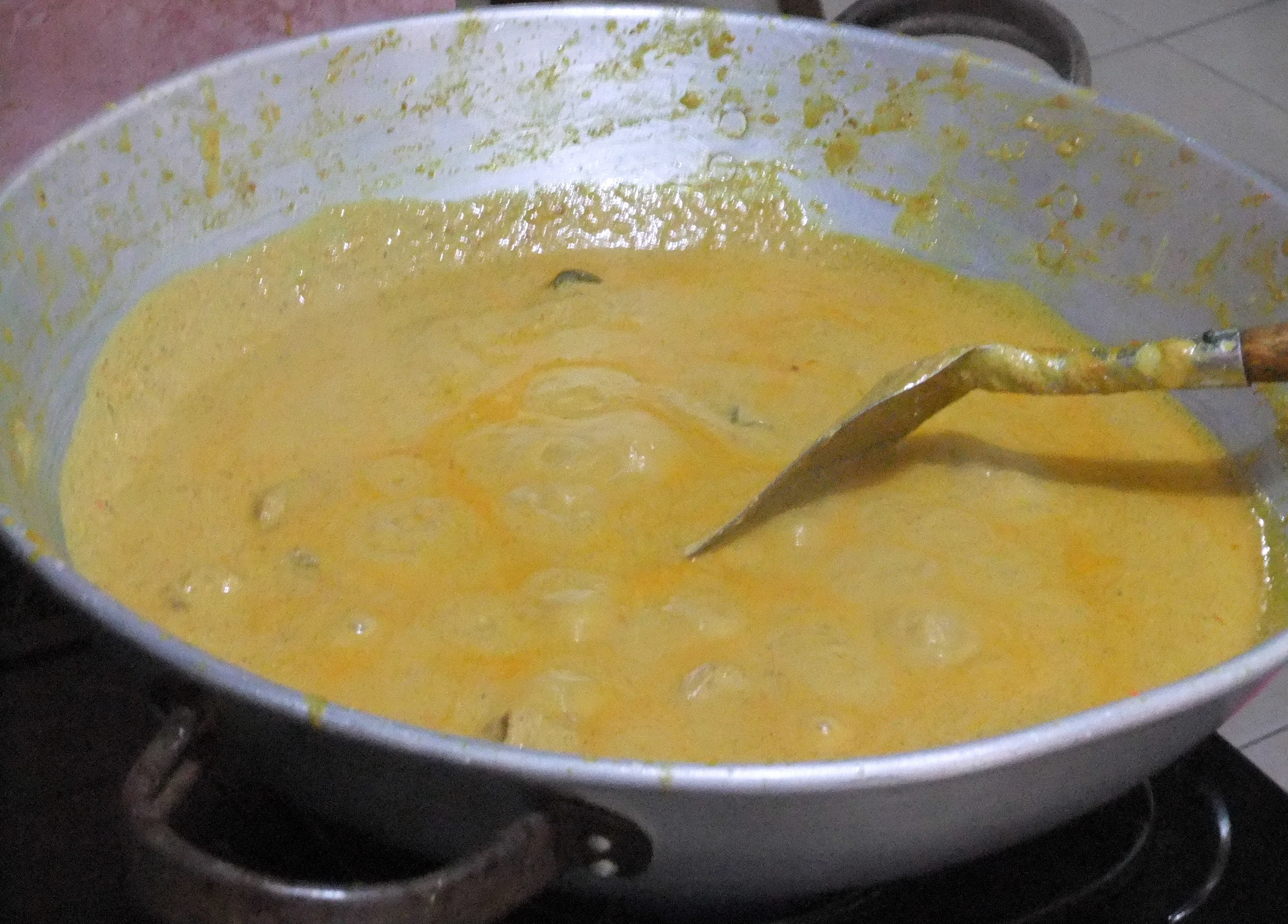
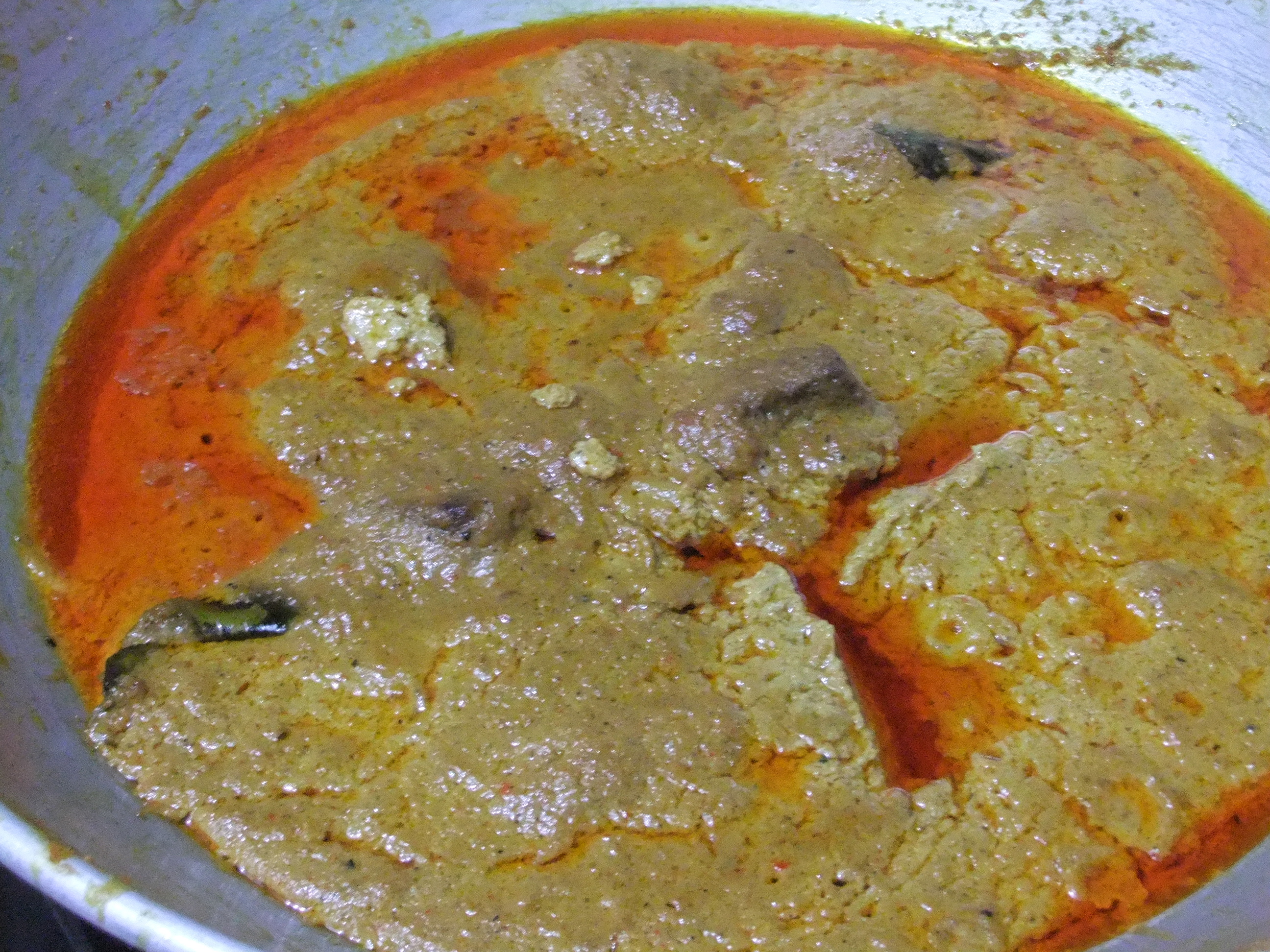
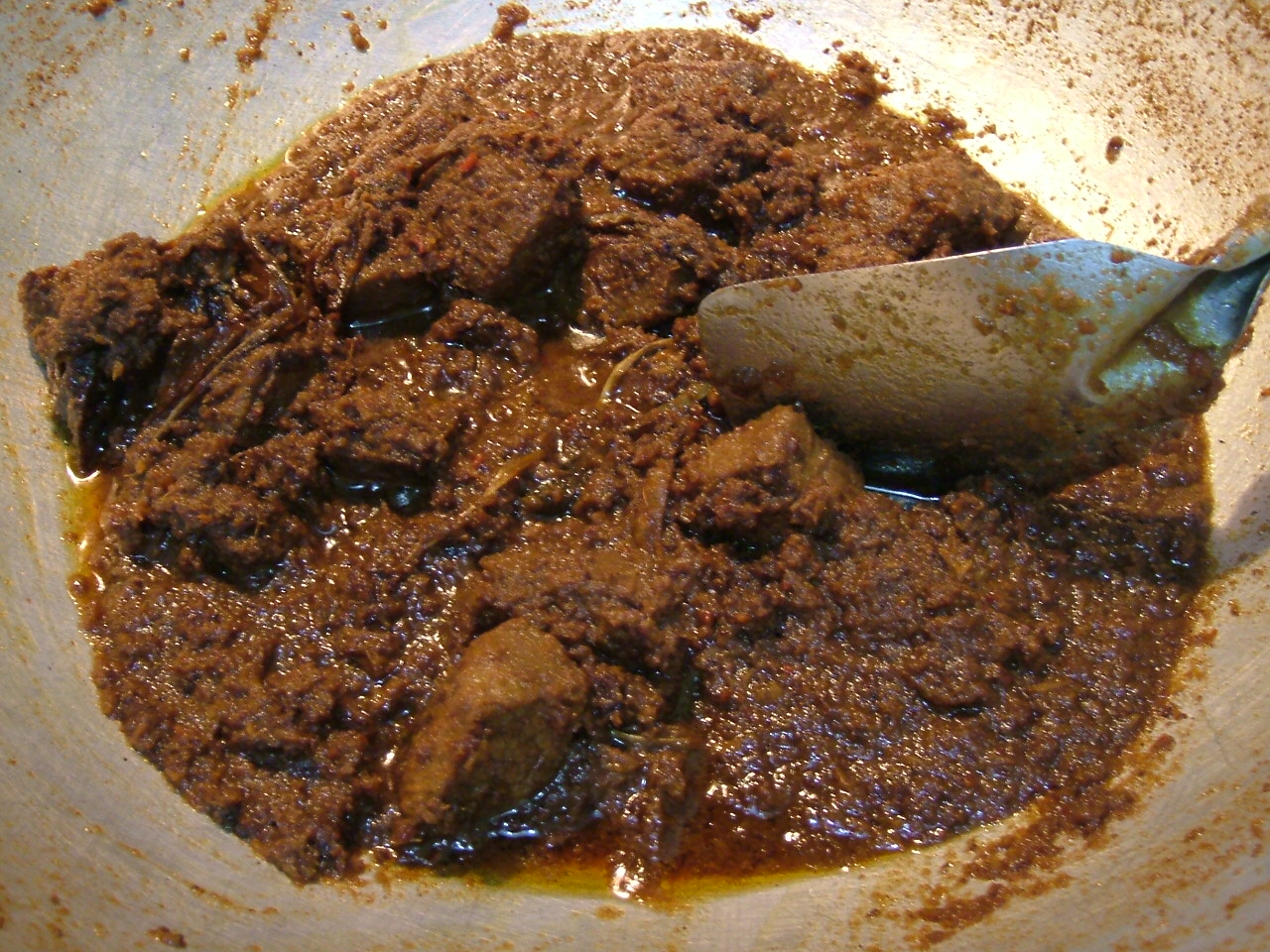
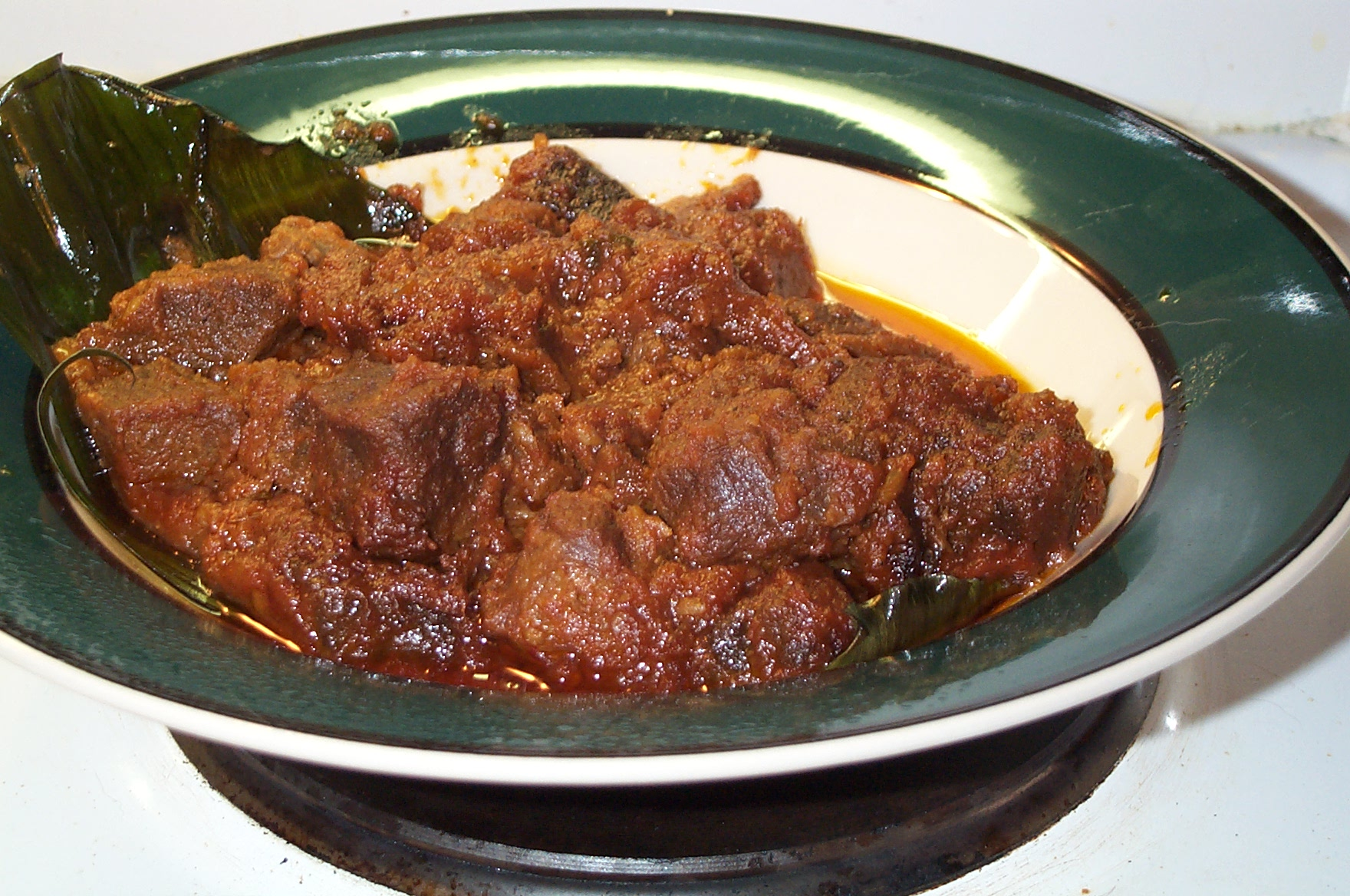
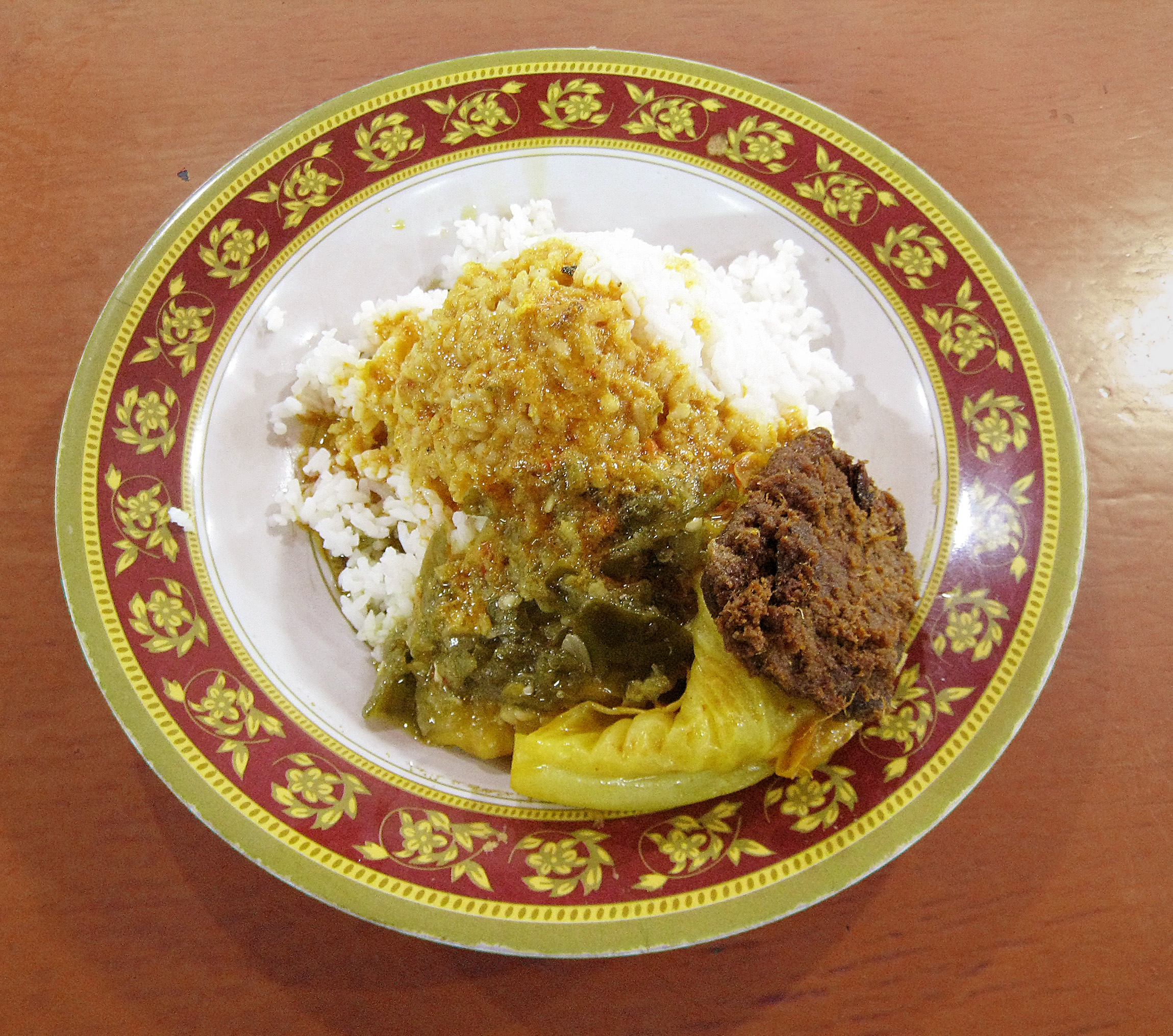